# Maxim Cup
La Maxim Cup (맥심 커피 배) è una competizione di Go sudcoreana.
La Maxim Cup è sponsorizzata da Dong Suh Foods. I partecipanti sono scelti tra i 9 dan attivi e si affrontano in un torneo a eliminazione diretta, con finale al meglio dei tre incontri. Il komi è di 6,5 punti e il tempo limite è di 30 minuti. La borsa del vincitore è di 50 milioni di won, quella dell'altro finalista di 20 milioni di won.

## Albo d'oro
| Edizione | Anno | Vincitore       | Punteggio | Secondo classificato |
| -------- | ---- | --------------- | --------- | -------------------- |
| 1        | 2000 | Choi Kyu-Byung  | 2-1       | Yoo Changhyuk        |
| 2        | 2001 | Yoo Chang-hyuk  | 2-1       | Yang Jae Ho          |
| 3        | 2002 | Yoo Chang-hyuk  | 2-0       | Kim Il-hwan          |
| 4        | 2003 | Jiang Zhujiu    | 2-0       | Rui Naiwei           |
| 5        | 2004 | Rui Naiwei      | 2-1       | Yoo Chang-hyuk       |
| 6        | 2005 | Lee Se-dol      | 2-1       | Yang Jae-ho          |
| 7        | 2006 | Lee Se-dol      | 2-1       | Choi Cheol-han       |
| 8        | 2007 | Lee Se-dol      | 2-1       | Park Jung-sang       |
| 9        | 2008 | Park Young-Hoon | 2-1       | Mok Jin-seok         |
| 10       | 2009 | Choi Cheol-han  | 2-0       | Park Yeong-hun       |
| 11       | 2010 | Choi Cheol-han  | 2-1       | Kang Dong-yun        |
| 12       | 2011 | Park Young-Hoon | 2-0       | Lee Chang-ho         |
| 13       | 2012 | Park Jung-hwan  | 2-0       | Choi Cheol-han       |
| 14       | 2013 | Park Jung-hwan  | 2-0       | Lee Se-dol           |
| 15       | 2014 | Lee Se-dol      | 2-0       | Park Jung-hwan       |
| 16       | 2015 | Choi Cheol-han  | 2-1       | Hong Sung-ji         |
| 17       | 2016 | Lee Se-dol      | 2-0       | Won Sung-jin         |
| 18       | 2017 | Park Jung-hwan  | 2-1       | Yun Jun-sang         |
| 19       | 2018 | Cho Han-seung   | 2-1       | Park Yeong-hun       |
| 20       | 2019 | Shin Jin-seo    | 2-1       | Lee Dong-hoon        |
| 21       | 2020 | Lee Ji-hyun     | 2-0       | Shin Min-jun         |
| 22       | 2021 | Kim Jiseok      | 2-0       | Lee Ji-hyun          |
| 23       | 2022 | Park Jung-hwan  | 2-0       | Lee Dong-hoon        |
| 24       | 2023 | Shin Jin-seo    | 2-0       | Lee Won-young        |
| 25       | 2024 | Shin Jin-seo    | 2-0       | Kim Myeong-hoon      |
| 26       | 2025 | Lee Ji-hyun     | 2-1       | Shin Jin-seo         |